# Varedo

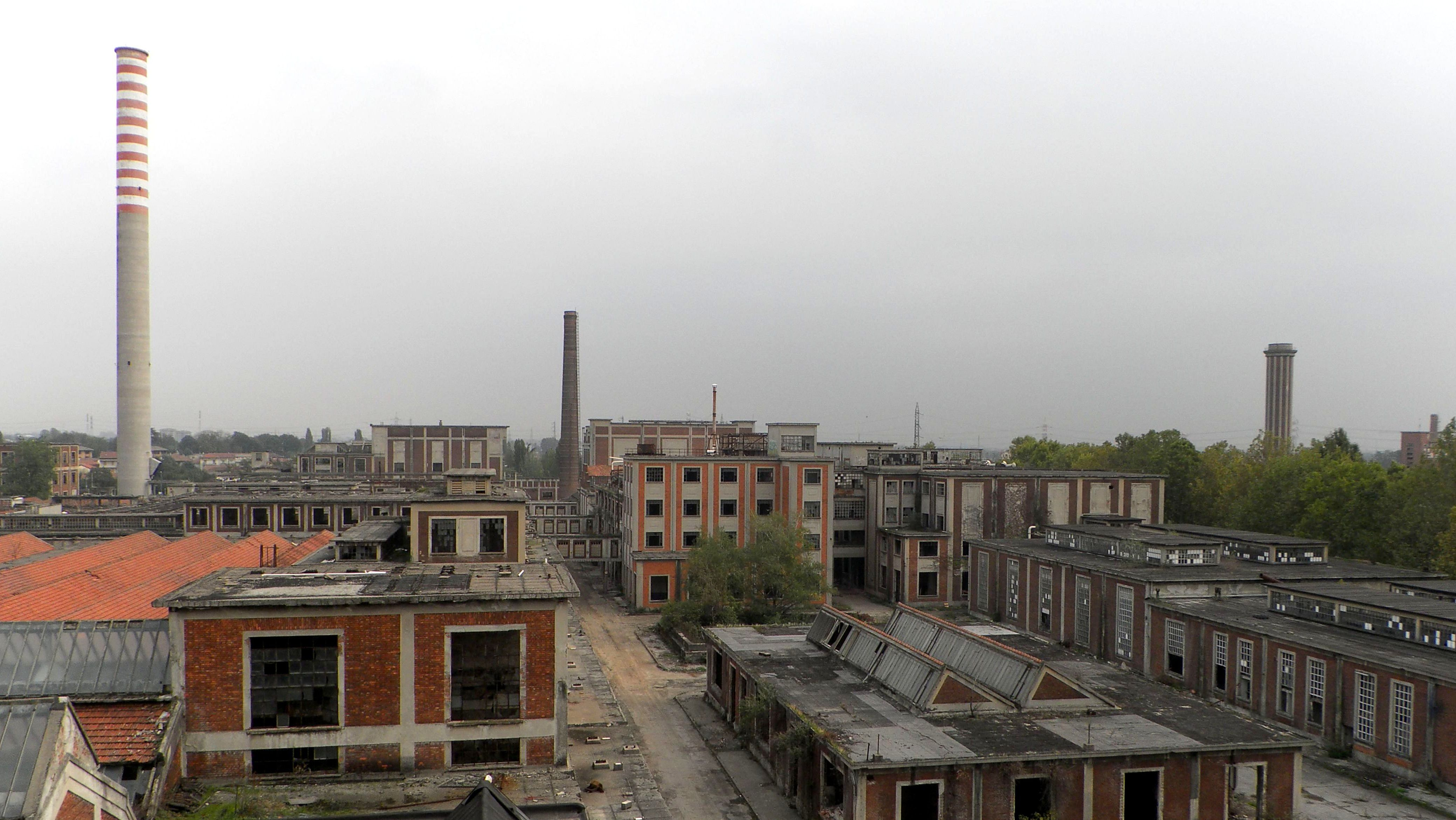
Varedo

Varedo is een gemeente in de Italiaanse provincie Monza e Brianza (regio Lombardije) en telt 12.648 inwoners (31-12-2004). De oppervlakte bedraagt 4,8 km², de bevolkingsdichtheid is 3160 inwoners per km².

## Demografie
Varedo telt ongeveer 4915 huishoudens. Het aantal inwoners daalde in de periode 1991-2001 met 2,2% volgens cijfers uit de tienjaarlijkse volkstellingen van ISTAT.
| Jaar | Inwoneraantal |
| ---- | ------------- |
| 1991 | 12.924        |
| 2001 | 12.642        |

## Geografie
Varedo grenst aan de volgende gemeenten: Desio, Bovisio-Masciago, Limbiate, Nova Milanese, Paderno Dugnano.

## Geboren
- Alberto Colombo (1946-2024), Formule 1-coureur